# Ea (Spanje)
Ea is een plaats en gemeente in de Spaanse provincie Biskaje in de regio Baskenland, op ongeveer 50 kilometer ten noordwesten van Bilbao. De gemeente heeft een oppervlakte van 14 km² en telde in 2007 870 inwoners.
De plaats is gelegen aan de noordkust van Spanje, in een klein estuarium dat een inham vormt in de kliffen van de Golf van Biskaje. De plaats wordt doorsneden door de gelijknamige rivier en heeft één doorgaande weg, die in het oosten verbindt met de grotere plaats Lekeitio en in het westen met Ibarrangelu.
De plaats Ea is in de 16e eeuw ontstaan door vissers uit de omliggende plaatsen. Van oorsprong behoorde het deel aan de linkeroever van de rivier bij Natxitua en aan de rechteroever bij Bedarona, daarom heeft Ea twee parochiekerken. Bij de gemeentelijke herindeling in de 19e eeuw werden Natxitua en Bedarona gefuseerd tot de nieuwe gemeente Ea. De plaatsen Natxitua en Bedarona zijn thans buurtschappen en Ea is de hoofdplaats waar het grootste deel van de bevolking woont.
Ea heeft een kleine haven en een klein strand, maar kent geen massatoerisme en leeft vooral van de landbouw en veeteelt.

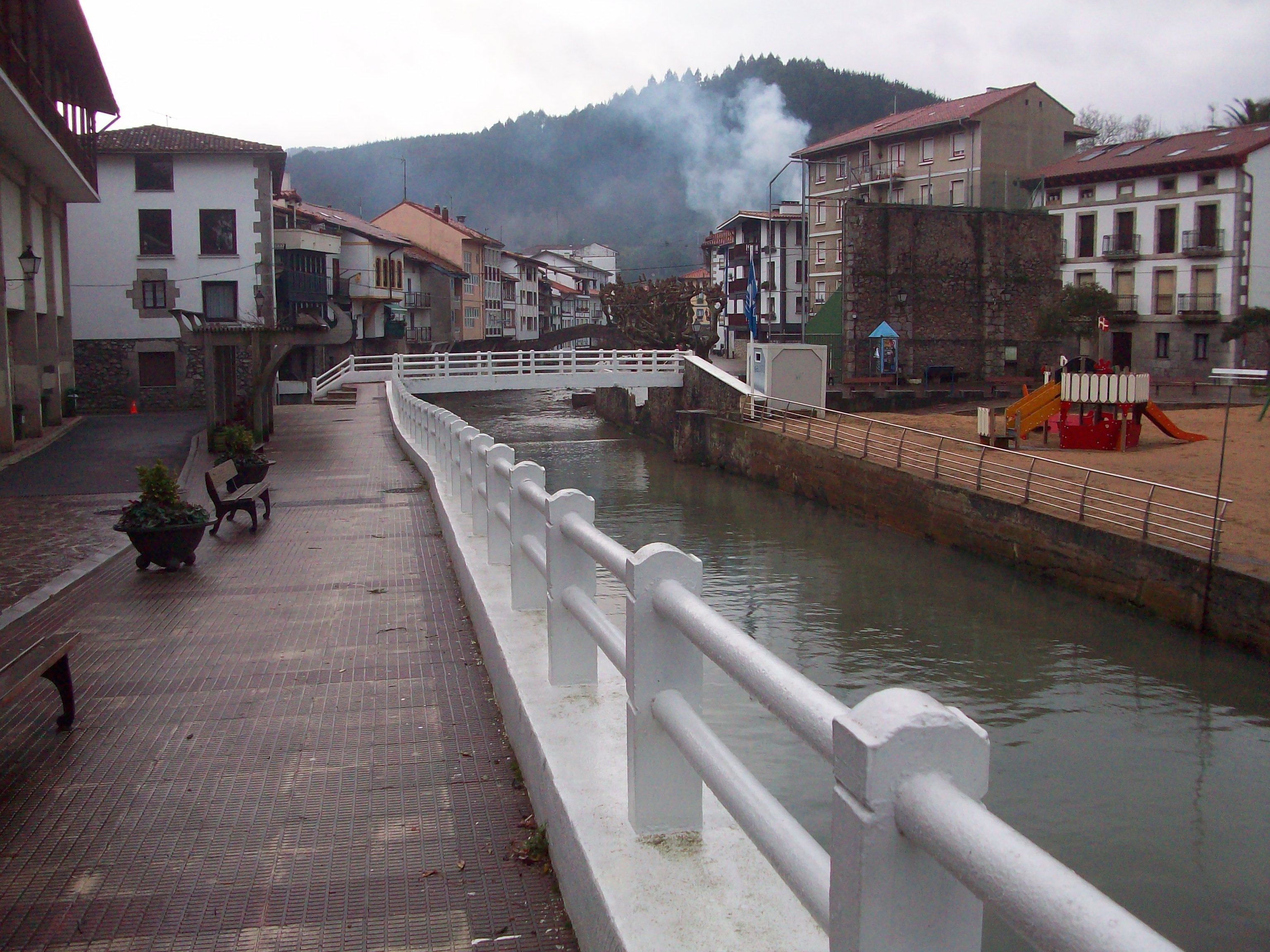
Ea

## Demografische ontwikkeling
Bron: INE, 1857-2011: volkstellingen
Opm.: In 1887 werd de gemeente Bedarona aangehecht
Abadiño · Abanto Zierbena · Ajangiz · Alonsotegi · Amorebieta-Etxano · Amoroto · Arakaldo · Arantzazu · Areatza · Arrankudiaga · Arratzu · Arrieta · Arrigorriaga · Artea · Artzentales · Atxondo · Aulesti · Bakio · Balmaseda · Barakaldo · Barrika · Basauri · Bedia · Berango · Bermeo · Berriatua · Berriz · Bilbao · Busturia · Derio · Dima · Durango · Ea · Elantxobe · Elorrio · Erandio · Ereño · Ermua · Errigoiti · Etxebarri · Etxebarria · Forua · Fruiz · Galdakao · Galdames · Gamiz-Fika · Garai · Gatika · Gautegiz Arteaga · Gernika-Lumo · Getxo · Gizaburuaga · Gordexola · Gorliz · Gueñes · Ibarrangelu · Igorre · Ispaster · Iurreta · Izurtza · Kortezubi · Lanestosa · Larrabetzu · Laukiz · Leioa · Lekeitio · Lemoa · Lemoiz · Lezama · Loiu · Mallabia · Markina-Xemein · Maruri-Jatabe · Mañaria · Mendata · Mendexa · Meñaka · Morga · Mundaka · Mungia · Munitibar-Arbatzegi Gerrikaitz · Murueta · Muskiz · Muxika · Nabarniz · Ondarroa · Urduña · Orozko · Ortuella · Otxandio · Plentzia · Portugalete · Santurtzi · Sestao · Sondika · Sopelana · Sopuerta · Sukarrieta · Trapagaran · Trucios-Turtzioz · Ubide · Ugao-Miraballes · Urduliz · Karrantza · Zaldibar · Zalla · Zamudio · Zaratamo · Zeanuri · Zeberio · Zierbena · Ziortza-Bolibar